# Carnaval d'Ascoli
Le carnaval d'Ascoli est une manifestation carnavalesque qui se déroule chaque année à Ascoli Piceno dans les Marches.
Il a la particularité d'entrainer la foule dans une gigantesque fête où chacun devient protagoniste.

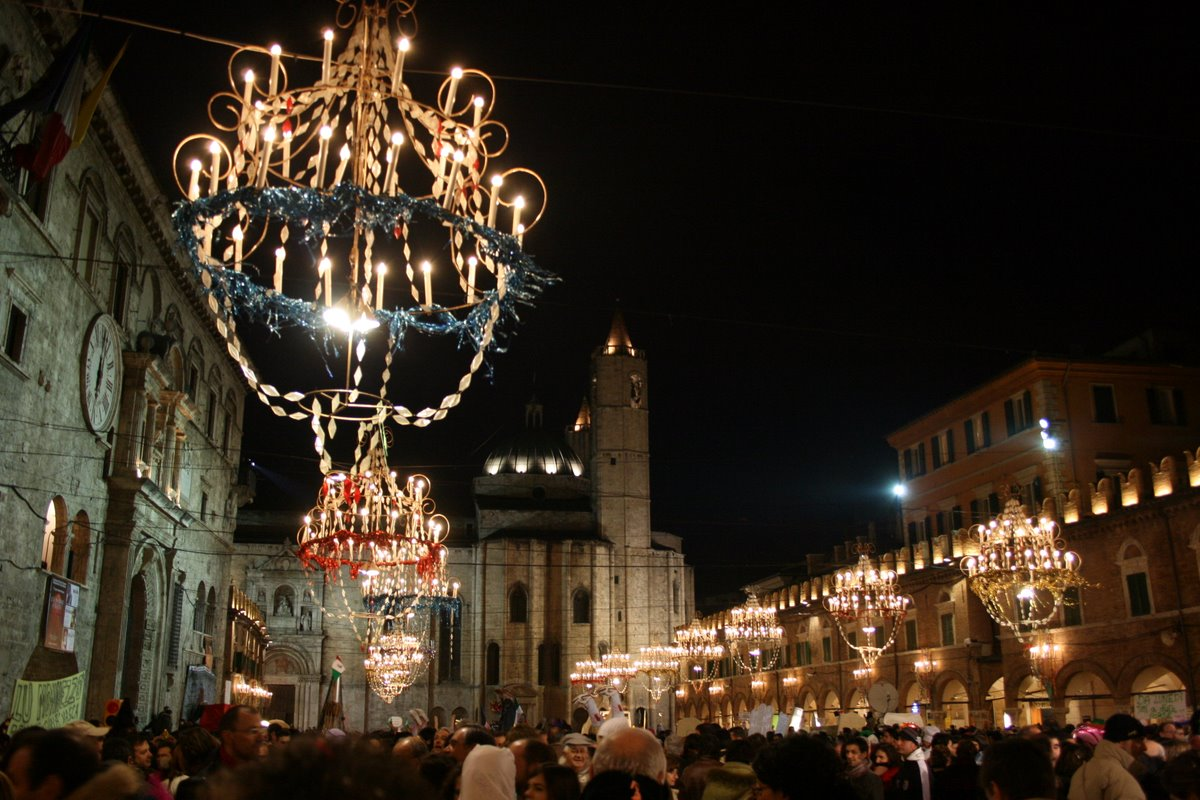
La piazza del Popolo lors du carnaval.

## Description
Il présente des personnages déguisés (maschera en italien) répartis de deux façons; les groupes  et les individuels: les premiers forment, aux quatre coins  de la ville, des théâtres de rue composés de petites comédies bouffonnes souvent récitées en dialecte local, pendant que les individuels caricaturent des personnages célèbres de l'actualité locale, comme le maire, ou bien nationale, comme le président du Conseil ou de la République.
Le carnaval ascolano débute chaque année le jour de la fête de saint Antoine le 17 janvier. Les dimanches précédant le Mardi gras, sont dédiés chronologiquement au dimanche des amis puis au dimanche des parents et enfin  au dimanche de carnaval. En particulier, lors du dimanche des parents et des grands-parents, les enfants sont également conviés à la festa de la Fantesia qui se déroule piazza delle Erbe. De suite après, le matin du Mardi gras, se tient le carnaval des écoles sur la piazza del Popolo en présence de Sa Majesté le Roi du carnaval Buonumore favorito.
Les journées clou du carnaval sont celles du dimanche et du Mardi gras, avec le concours des meilleurs groupes déguisés dont la première édition s'est tenue en 1958. À côté des groupes organisés, la ville se remplit de très nombreuses personnes costumées individuellement - communément appelées macchiete - qui, avec peu de moyens et beaucoup d'inventivité, réussissent à donner une atmosphère ironique et surréaliste à la manifestation. Le plus beau déguisement est récompensé par le prix de la Mascherina d'oro attribué à la fin des festivités.

## Carnaval Piceno
Le carnaval d'Ascoli, ensemble aux deux autres manifestations historiques (le carnaval d'Offida et le carnaval de Castignano), constitue le Carnaval historique du Piceno. Ces trois carnavals, outre à être différents entre eux, le sont aussi par rapport au reste du panorama national dont le divertissement est toujours lié à des  défilés de chars allégoriques en carton pâte.
Dans le territoire piceno, le carnaval se déroule, à terre à travers un continuel échange de rôle, entre les personnes travesties et la foule de spectateurs, laquelle devient elle-même protagoniste de l'action scénique. D'ailleurs à Ascoli, depuis quelques années, il a été ouvert un atelier permanent de Commedia dell'arte à l'intérieur de l'organisation du Carnaval storico del Piceno.

## Sources
- (it) Cet article est partiellement ou en totalité issu de l’article de Wikipédia en italien intitulé « Piazza del Popolo (Ascoli Piceno) » (voir la liste des auteurs).